# Duma (As-Suwajda)
Duma (arab. دوما) – miejscowość w Syrii, w muhafazie As-Suwajda. W 2004 roku liczyła 1572 mieszkańców.